# Vestingwerken van Hasselt
De vestingwerken van Hasselt omvatten het geheel van stadsmuren, poorten, bastions en grachten van de Nederlandse stad Hasselt, provincie Overijssel. Een deel van de vestingwerken is behouden gebleven en aangewezen als rijksmonument.

## Geschiedenis
Hasselt is ontstaan op een rivierduin langs het Zwarte Water. Midden 13e eeuw kreeg de plaats stadsrechten toegekend door de Utrechtse bisschop Hendrik van Vianden. Hasselt lag aan de rand van moeilijk doorgaanbare veengebieden en beschikte over een van de weinig landverbindingen met Noord-Nederland. De stad ontwikkelde zich als handelsstad, mocht vanaf 1357 drie jaarmarkten en een weekmarkt houden, en sloot zich aan bij de Hanze.
Direct na het verkrijgen van de stadsrechten legde de stad een eerste, aarden omwalling aan. Deze werd eind 14e/begin 15e eeuw vervangen door een stenen stadsmuur.

### Gelre
In 1521 deden troepen van hertog Karel van Gelre een poging om Hasselt te veroveren, maar dat mislukte. Bij het veer aan de overzijde van het Zwarte Water bouwden de Geldersen een blokhuis genaamd Korfhuizen. Een jaar later werd Hasselt alsnog door hen bezet en het zou tot 1528 duren voordat de stad in handen kwam van Georg Schenck van Toutenburg, de Overijsselse stadhouder van keizer Karel V.

### Brug
Pogingen van de stad om in de 16e eeuw een vaste brug over het Zwarte Water te bouwen, werden gefrustreerd door tegenwerking van Zwolle. Deze stad vreesde namelijk meer concurrentie als Hasselt beter bereikbaar werd. Toen Hasselt in 1522 met toestemming van de bisschop alsnog kon beginnen met de bouw van een brug, legde Zwolle de werkzaamheden stil. Twee jaar later hervatte Hasselt de bouwwerkzaamheden, maar Zwolle kreeg in 1526 de bisschop zo ver dat hij de bouw stillegde. Na nog enkele mislukte pogingen van Hasselt om toch een brug aan te leggen, moest de stad het opgeven. Enkele jukken aan de overzijde van het Zwarte Water herinnerden nog aan de bouwwerkzaamheden en werden voortaan gebruikt als aanlegsteiger voor een veerpont.

### Tachtigjarige Oorlog
Nadat in 1568 de Tachtigjarige Oorlog was uitgebroken, koos Hasselt in 1572 de zijde van Willem van Oranje. Zij lieten Willem van den Bergh en zijn troepen toe in de stad, maar eind dat jaar verlieten deze troepen de stad weer vanwege de snelle opmars van de Spaanse bevelhebber Don Frederik. Hierdoor viel Hasselt meteen weer in Spaanse handen. In 1576 koos Hasselt de zijde van de Unie van Utrecht, maar moest zich al snel weer overgeven aan de Spanjaarden. Een Staats leger wist in 1582 Hasselt echter bij verrassing te overvallen en nu definitief te bezetten.
Vanaf 1606 werd Hasselt voorzien van nieuwe vestingwerken met bastions en poorten. Nadat in 1621 de laatste onderdelen van de vesting werden afgerond, was het voor de stad genoeg geweest: een verzoek van de Raad van State om ook de Waterpoort nog van een bastion te voorzien, werd afgewimpeld.

### Verval en afbraak
In 1657 werd Hasselt drie dagen lang belegerd door de drost van Overijssel. Er zijn toen zo'n 700 kanonskogels afgevuurd op de stad.
In het Rampjaar 1672 werd Hasselt bezet door troepen van de Münsterse bisschop Bernard van Galen. Het duurde tot mei 1674 voordat de vijandelijke troepen de stad weer verlieten.
In de 18e eeuw ging het bergafwaarts met de vesting. In de tweede helft van die eeuw waren de verdedigingswerken in een slechte staat en de Buiten Veenepoort had last van verzakkingen waardoor het poortgewelf dreigde in te storten.
In de Franse tijd werd begonnen met de ontmanteling van de vestingwerken. Koning Lodewijk Napoleon hief in 1809 de vesting Hasselt officieel op. Overigens was een deel van de binnengracht reeds gedempt.
In 1827 werden alle stadspoorten afgebroken, op de Waterpoort na. De drie oostelijke bastions werden ingericht als het Van Stolkspark en een begraafplaats. Overige delen raakten bebouwd en van de binnengracht werd in de jaren 20 en 30 van de 20e eeuw nog een deel gedempt.

## Beschrijving

### Stadsmuren
De oudste omwalling dateert uit de tweede helft van de 13e eeuw en bestond waarschijnlijk uit een aarden omwalling met een doornhaag en houten palissade, omgeven door een gracht. Deze stadsgracht werd in de periode 1387-1404 omgevormd tot een binnengracht - de huidige Herengracht - toen aan de westzijde het nieuwe stadsdeel Nieuwstad werd gebouwd. Rondom dit nieuwe stadsdeel werd een dubbele gracht aangelegd, met in het midden een aarden wal met een stekelige haag. Aan de zijde van het Zwarte Water werd in deze periode ook begonnen met de bouw van een bakstenen stadsmuur die tevens diende als waterkering. Hierna volgde de bouw van de stadsmuur om de rest van de stad heen. Rond 1427 zullen de meeste verdedigingswerken zijn afgerond.

Het plan van Adriaan Anthonisz uit 1597. Dit plan is nooit uitgevoerd.

Omstreeks 1500 was het nodig om de middeleeuwse stadsmuur te verstevigen vanwege de toegenomen kracht van het geschut. Er werden rondelen aangelegd, onder andere bij de stadspoorten. Ook verder in de 16e eeuw werden nog verbeteringen aangebracht, zoals de vervanging van de Veenepoort en Enkpoort en herstelwerk aan de muren.

#### Nieuw vestingplan
Ingenieur Adriaan Anthonisz. maakte in 1597 een ontwerp voor een nieuwe vesting rondom Hasselt, maar dat werd niet tot uitvoer gebracht. Voor zijn ontwerp van 1605, gemaakt in opdracht van de Staten-Generaal, werd een bedrag van 35.000 gulden geraamd, te betalen door de Generaliteit, Overijssel en Hasselt. De realisatie kwam moeizaam van de grond, maar vanaf 1606 werd dan toch begonnen met de bouwwerkzaamheden. Bij de Enkpoort werd het Zuiderbolwerk (ook wel Diamantenbolwerk genoemd) aangelegd. In 1616-1618 werd de Buiten Enkpoort gebouwd; aan de noordzijde van de stad kwam de Buiten Veenepoort te staan. Een redoute aan de zuidzijde van de stad bewaakte de toegangsweg en het veer. 
Voor de Molenpoort werd in 1612 een bastion aangelegd, drie jaar later gevolgd door de overige bastions. De bastions aan de landzijde waren beplant met doornhagen en hadden elk een eigen wachthuisje. Ook bij de diverse poorten waren wachthuisjes geplaatst. Voor het garnizoen werden eerst houten hutten gebouwd, maar deze werden nadien vervangen door stenen exemplaren. In 1621 volgde het laatste deel van het werk: de nieuwe Buiten Veenepoort. 
Na afloop van de werkzaamheden beschikte Hasselt over een vesting met drie stenen bastions aan de rivierzijde en vier aarden bastions aan de landzijde. De stenen bastions hadden tevens een waterkerende functie. 

### Stadspoorten
Hasselt kende meerdere stadspoorten. De namen van deze poorten wisselende regelmatig en werden soms ook door elkaar heen gebruikt.
Er waren in de middeleeuwen drie hoofdpoorten:
- Veenepoort: gelegen in het noorden bood deze toegang tot de Hoogstraat. Na 1500 kreeg deze poort een rondeel. Na de bouw van de nieuwe vesting begin 17e eeuw werd de poort een binnenpoort: de Binnen Veenepoort.
- Veerpoort: deze stond aan de westzijde, langs het Zwarte Water, en bood toegang tot de Veersteeg. Deze poort werd later ook wel Bruggenpoort genoemd. Oorspronkelijk bestond deze poort uit twee ronde torens naast een doorgang. In 1533 werd de poort verbouwd. Tekeningen uit de 17e eeuw laten zien dat de poort dan is voorzien van allerlei aanbouwsels. In de 18e eeuw is de poort vervangen door een eenvoudige doorgang van twee bakstenen zuilen met een hek; op de zuilen stonden schildhoudende leeuwen. In 2016 zijn de resten van de poort archeologisch onderzocht.[2]
- Enkpoort: gelegen in het zuidoosten bood deze toegang tot de Ridderstraat. Na 1500 kreeg deze poort een rondeel en in 1533 werd de poort verbouwd. De Enkpoort was verbonden met een grote, ronde toren die vanaf 1642 werd gebruikt om buskruit in op te slaan en zodoende de Kruittoren werd genoemd. Na de bouw van de nieuwe vesting begin 17e eeuw werd de poort een binnenpoort: de Binnen Enkpoort.

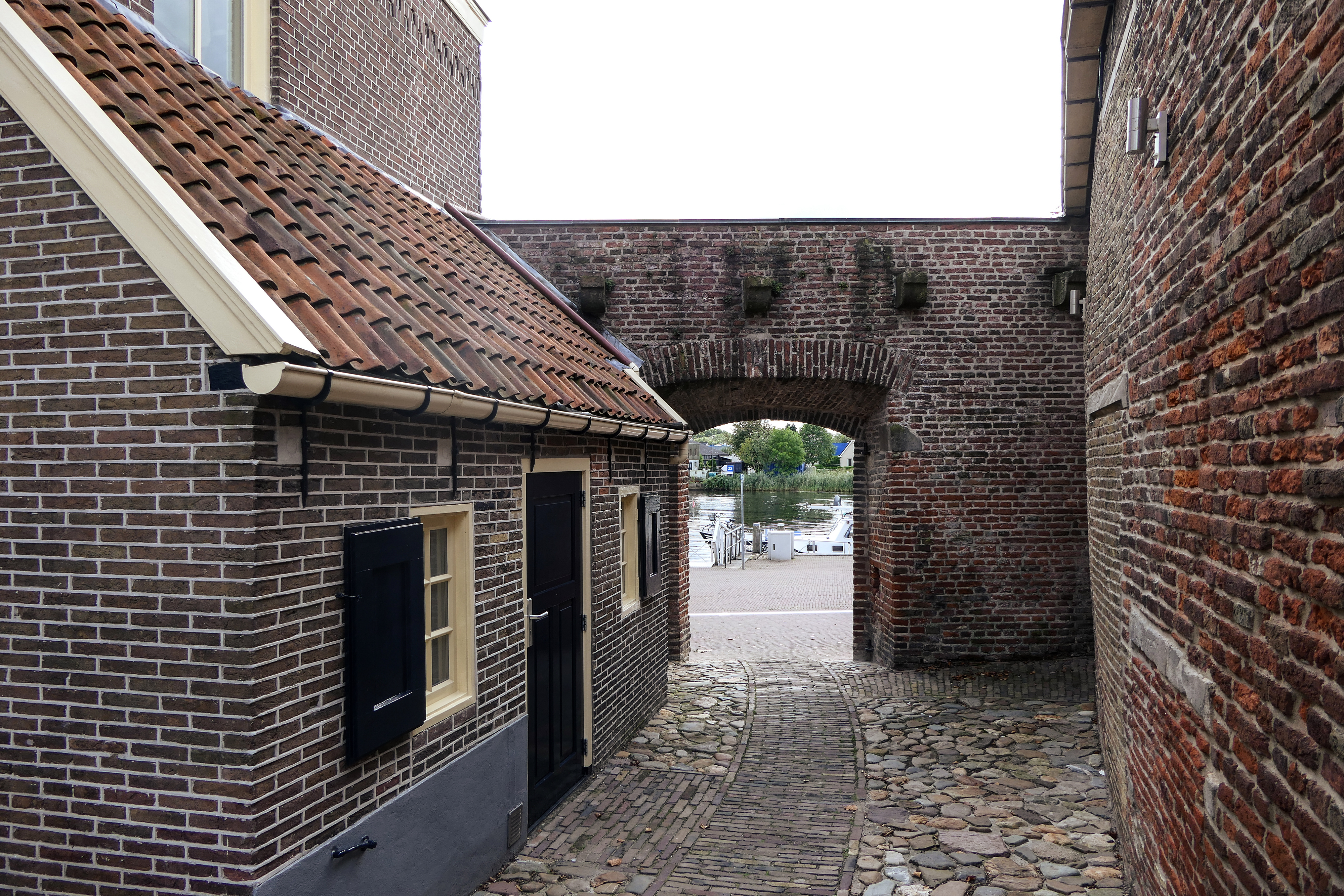
De Waterpoort/Vispoort, gezien vanaf de stadszijde (2021)

Langs het Zwarte Water had men nog enkele andere poortjes aangebracht, zoals de Gasthuispoort (ook wel Molenpoort genoemd), Waterpoort, Galenpoortje en Vispoort. Aan de oostzijde bevond zich de Begijnenkoepoort. De namen van de poorten wisselden nog wel eens: zo werd de Waterpoort - een verzwaarde muurdoorgang, aangelegd in het derde kwart van de 14e eeuw - later als Vispoort aangeduid. 
Begin 17e eeuw werden twee nieuwe poorten gebouwd als onderdeel van de gemoderniseerde vesting:
- Buiten Veenepoort: deze poort is in 1621 gebouwd. In de poort waren de wapens van de prins van Oranje, de Staten-Generaal en Hasselt aangebracht in Bentheimer zandsteen. De poort had een gebogen doorgang van 19 meter lang en 3,75 meter breed. Er waren een verdieping aanwezig en een toren. De poort beschikte over een wolfskuil: een drie meter diepe valkuil.
- Buiten Enkpoort: in de periode 1616-1618 werd deze poort gebouwd. In de poort waren de wapens van de prins, de Staten-Generaal en Hasselt aangebracht in Bentheimer zandsteen. Aan de landzijde waren tevens drie portretten aangebracht, eveneens in Bentheimer zandsteen. Het dak was voorzien van geglazuurde pannen.

Afgezien van de kleine Waterpoort/Vispoort zijn alle poorten in 1827 afgebroken.

### Torens
In de stadsmuur waren diverse torens aangebracht. Bij de Enkpoort stonden de Gasthuistoren, Pafraetstoren (ook wel: Dieventoren) en de Kruittoren. De torens bij de Begijnenkoepoort heetten Begijnentoren (of Bourgoensetoren) en Weggetoren. Die laatste was trapeziumvormig en blijkt uit archeologisch onderzoek te zijn gebouwd in het midden van de 15e eeuw.

## Bewaard gebleven vestingwerken
De buitengracht is grotendeels behouden gebleven, de bijbehorende binnengracht gedeeltelijk. De gracht die door het centrum loopt (langs de straten Baangracht, Prinsengracht, Herengracht en Brouwersgracht) is vermoedelijk het restant van de 13e-eeuwse stadsgracht. Rondom het centrum zijn nog de resten van de bolwerken zichtbaar. Het geheel van deze vestingonderdelen is aangewezen als rijksmonument.
De Waterpoort (of Vispoort) uit het derde kwart van de 14e eeuw is met een deel van de stadsmuur behouden gebleven. De poort heeft aan de stadszijde nog een getande uitkraging voor de vroegere borstwering. De poort is een rijksmonument.
Bij het Justitiebastion - dat begin 20e eeuw bebouwd is geraakt - is nog een deel van de stenen stadsmuur over. Deze muur deed vroeger ook dienst als zeewering. Tevens staat er nog een pijler met een 16e-eeuwse schildhoudende leeuw, een restant van de oude Veerpoort. Deze leeuw is een rijksmonument.
Van de Weggetoren is een deel bovengronds opnieuw opgemetseld.
In 2016 is de locatie van de Veerpoort archeologisch onderzocht. In 2021/2022 is deze poort weer zichtbaar gemaakt in het straatbeeld door deze bovengrond op te metselen en deels te reconstrueren. Hierbij is ook gebruik gemaakt van originele stenen van de oude poort.

## Afbeeldingen

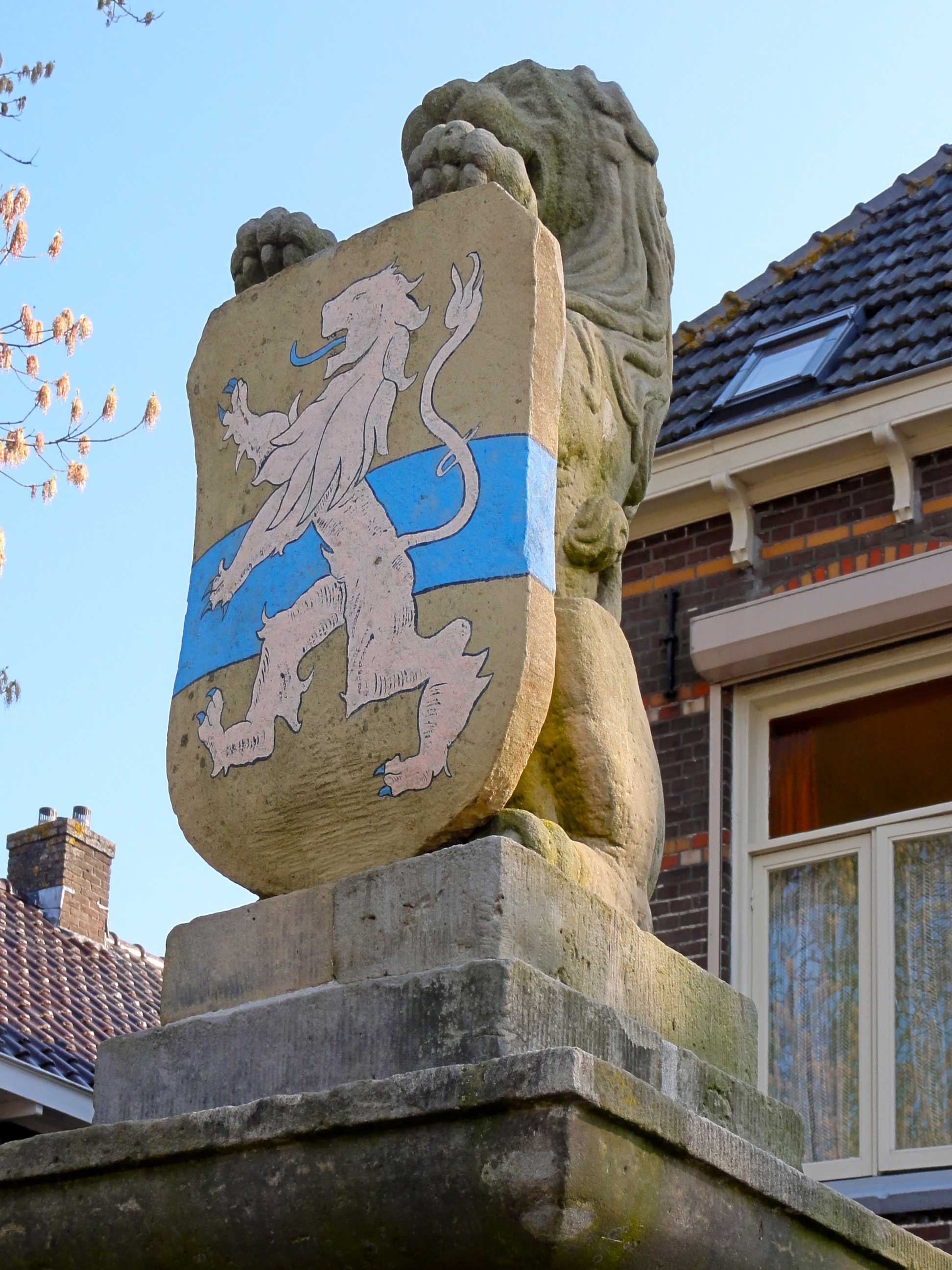
De leeuw bij het Justitiebastion
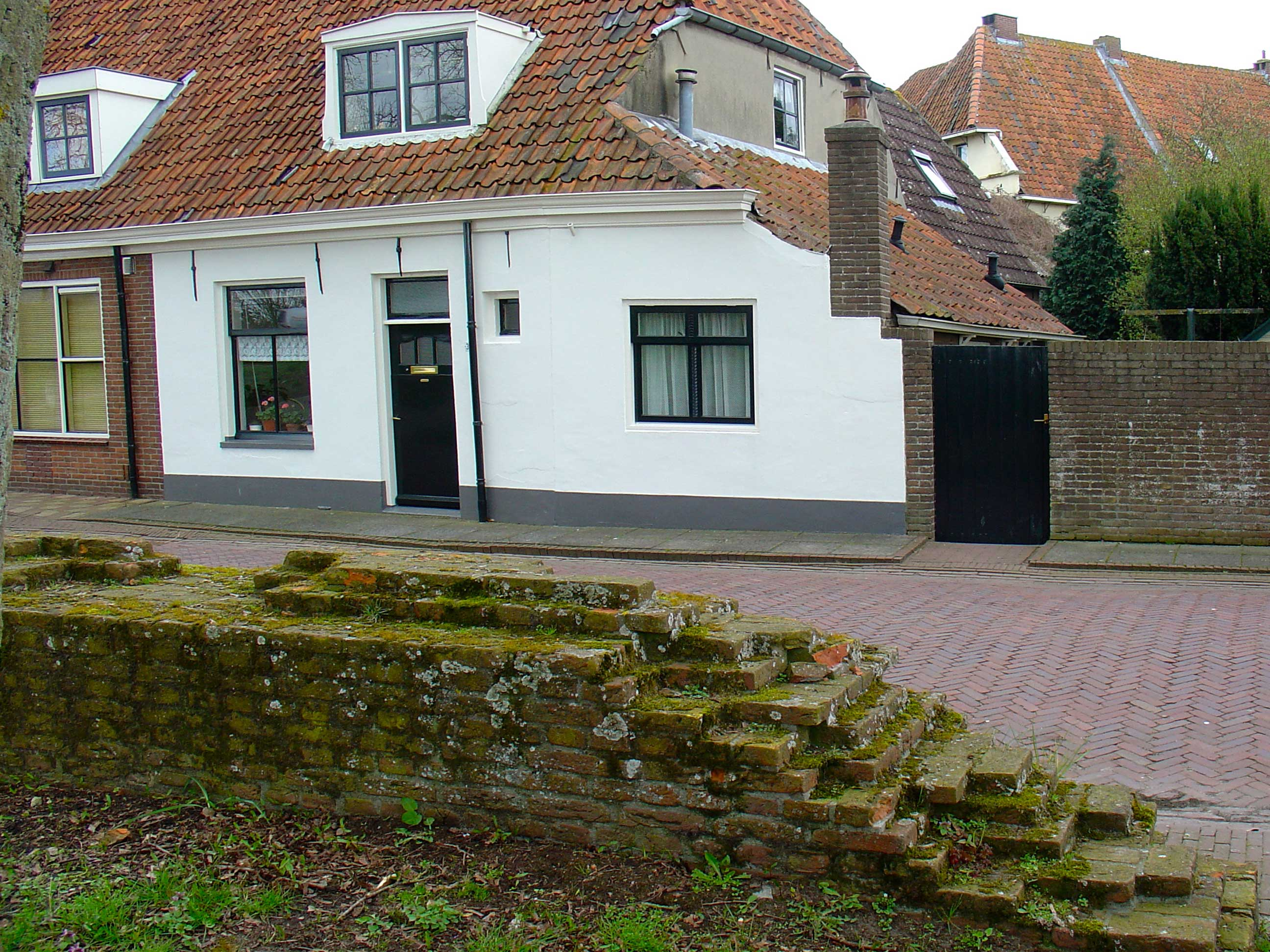
Restant van de stadsmuur bij het Justitiebastion
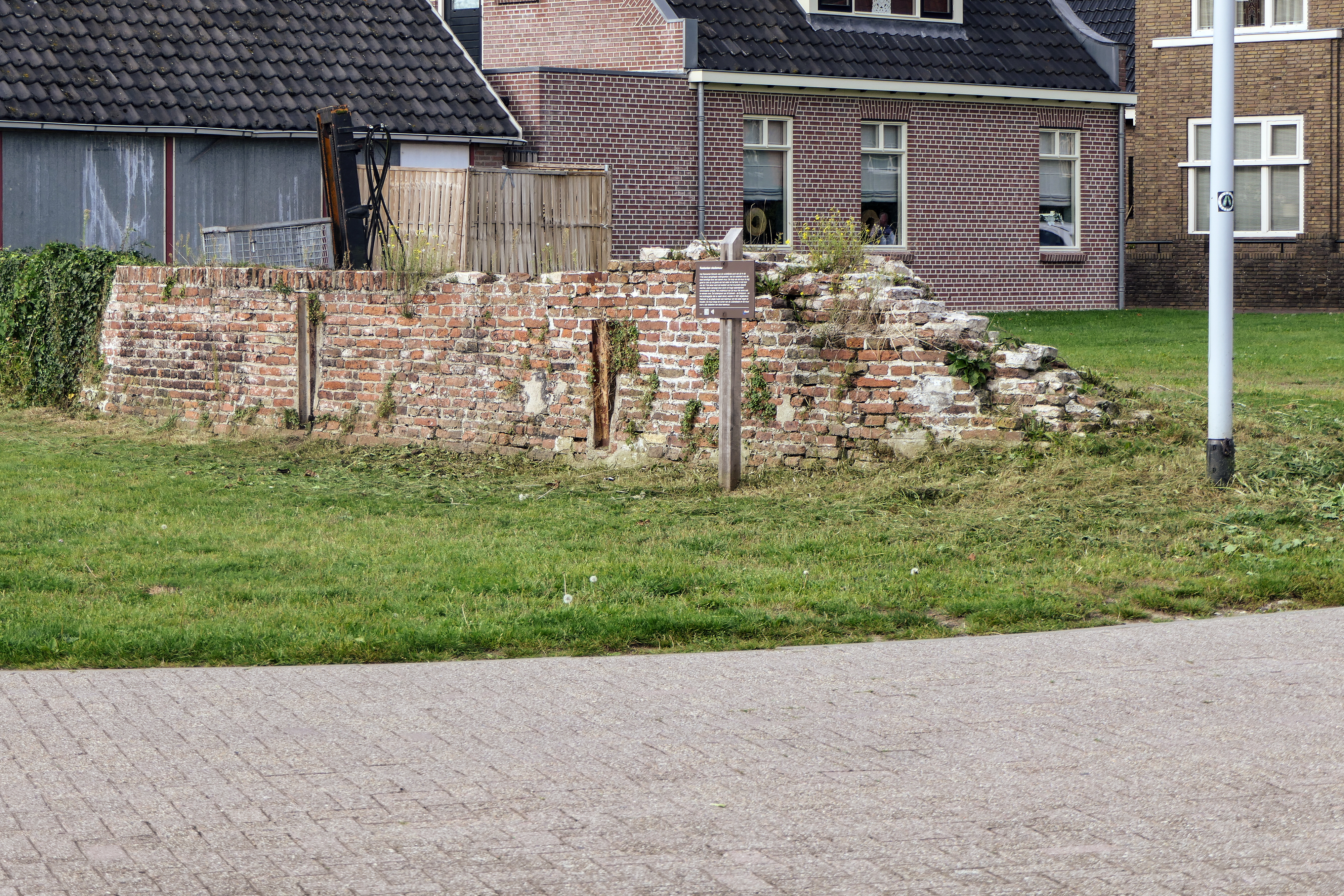
Stadsmuur bij het Diamantenbolwerk (2021)
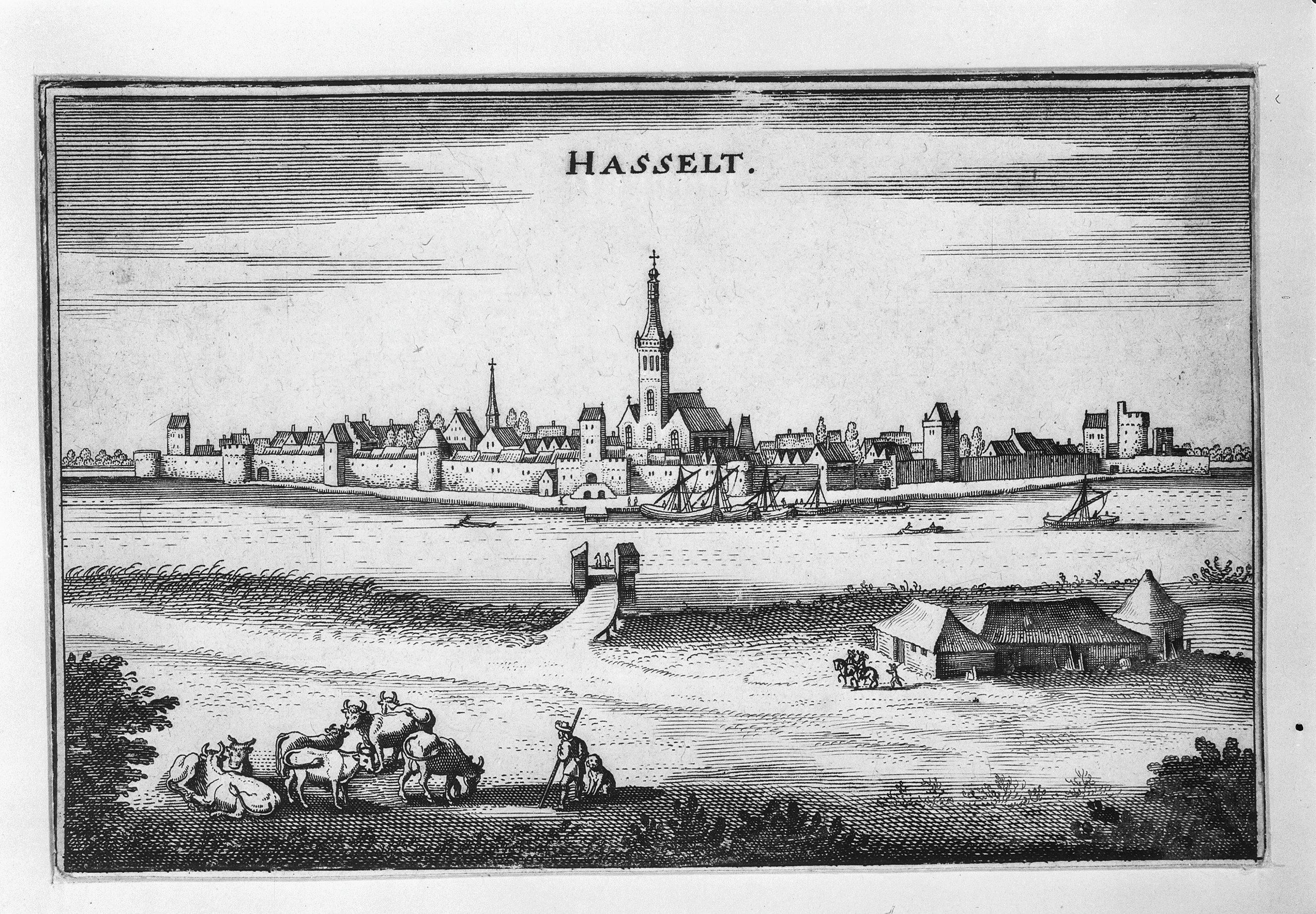
Zicht op Hasselt

Alkmaar · Amsterdam · Blokzijl · Borculo · Bredevoort · Coevorden · Delden · Elburg · Enschede · Genemuiden · Goor · Gorinchem · Haarlem · Hasselt · Hattem · 's-Hertogenbosch · Huissen · Klundert · Lochem · Maastricht · Montfoort · Naarden · Ommen · Ootmarsum · Rhenen · Roermond · Rijssen · Sittard · Sneek · Steenbergen · Steenwijk · Terborg · Valkenburg · Zaltbommel · Zevenaar · Zwartsluis · Zwolle